# Fintan Monahan

Wappen von Fintan Monahan

Fintan Monahan (* 23. Januar 1967 in Tullamore, County Offaly, Irland) ist ein irischer Geistlicher und römisch-katholischer Bischof von Killaloe.

## Leben
Fintan Monahan empfing am 16. Juni 1991 das Sakrament der Priesterweihe für das Erzbistum Tuam.
Am 29. Juli 2016 ernannte ihn Papst Franziskus zum Bischof von Killaloe. Der Erzbischof von Cashel und Emly, sein Amtsvorgänger Kieran O’Reilly SMA, spendete ihm am 25. September desselben Jahres die Bischofsweihe. Mitkonsekratoren waren der Apostolische Nuntius in Irland, Erzbischof Charles J. Brown, und der Erzbischof von Tuam, Michael Neary.
2019 wurde er von Kardinal-Großmeister Edwin Frederick Kardinal O’Brien zum Großoffizier des Ritterordens vom Heiligen Grab zu Jerusalem ernannt und durch Seán Kardinal Brady, Großprior der irischen Statthalterei, investiert.